# Paul Rosner
Paul Rosner (Johannesburg, 11 dicembre 1972) è un ex tennista sudafricano.

## Carriera
In carriera ha vinto un titolo di doppio, l'ATP Bologna Outdoor nel 1998, in coppia con lo statunitense Brandon Coupe. Nei tornei del Grande Slam ha ottenuto il suo miglior risultato raggiungendo il terzo turno nel doppio a Wimbledon nel 1998, in coppia con il connazionale Chris Haggard.

## Statistiche

### Doppio

#### Vittorie (1)
| Numero | Anno           | Torneo                       | Superficie  | Compagno      | Avversari in finale               | Punteggio |
| 1.     | 14 giugno 1998 | ATP Bologna Outdoor, Bologna | Terra rossa | Brandon Coupe | Giorgio Galimberti Massimo Valeri | 7-6, 6-3  |